# Dekanat Węgliniec
Dekanat Węgliniec – jeden z dekanatów w rzymskokatolickiej diecezji legnickiej. Zlikwidowany w czerwcu 2022 r.

## Parafie
W skład dekanatu wchodziło 8 parafii:
- Parafia Wniebowzięcia Najświętszej Maryi Panny – Czerwona Woda
- Parafia Chrystusa Króla – Dłużyna Dolna
- Parafia św. Antoniego Padewskiego – Parowa
- Parafia św. Franciszka z Asyżu – Pieńsk
- Parafia Zmartwychwstania Pańskiego – Ruszów
- Parafia Matki Boskiej Szkaplerznej – Stary Węgliniec
- Parafia Najświętszego Serca Pana Jezusa – Węgliniec
- Parafia św. Michała Archanioła i św. Anny – Wykroty